# Diedrocephala continua
Diedrocephala continua är en insektsart som beskrevs av Sakakibara et Cavichioli 1982. Diedrocephala continua ingår i släktet Diedrocephala och familjen dvärgstritar. Inga underarter finns listade i Catalogue of Life.